# Tamaske
Tamaske este o comună rurală din departamentul Keita, regiunea Tahoua, Niger, cu o populație de 67.486 de locuitori (2001).